# Бутовський Микола Дмитрович
Мико́ла Дми́трович Бутовський (нар. 20 січня 1850 Кременчуцький повіт, Полтавської губернії — пом. 25 лютого 1917 Петербург (?)) — генерал від інфантерії, теоретик і практик військового навчання та виховання, відомий публіцист.

## Біографія
Походив з дворян Полтавської губернії, молодший брат Олексія Бутовського. Освіту здобув у Полтавському кадетському корпусі (1867) та Павлівському військовому училищі (1868). Через рік у званні підпрапорщика був призначений до лейб-гвардії Павлівського полку в складі котрого брав участь в російсько-турецькій війні. Під час кампанії неодноразово відзначався за що був нагороджений орденами Св. Ганни та Св. Станіслава IV та III ступеня відповідно.
У 1895 р. в чині полковника, призначений начальником Ризького навчального унтер-офіцерського батальйону, а в 1898-му командиром 116-го Малоярославского ПП. З 1900 р. підвищено до генерал-майора з призначенням комбригади. 1904-07 р. командуючий 2-ю Туркестанською резервною бригадою, 1907-10 р. — 7-ю Східно-сибірською стрілецькою дивізією, з 1910 по 1911 — 32-ю піхотною дивізією з дислокацією в Рівному Волинської губернії. Від 1911-го у відставці.

## Публіцистична діяльність
Літературну діяльність Бутовський розпочав під час війни 1877 р. низкою цікавих кореспонденцій з театру бойових дій надрукованих в «Голосі». Великий вплив на його письменницьку творчість склав М. І. Драгомиров. Згодом Микола Дмитрович брав участь у багатьох комісіях при головному штабі котрі виробляли положення з виховання та освіти військ:

### Твори
- «Наши солдаты — типы мирного и военного времени» (ілюстроване) (1901 р.)
- «Пособие для составления аттестаций» (1908 р.)
- «О способах обучения и воспитания современного солдата — практические заметки командира роты» (1908—09р.)
- «Прежняя служба и настоящая — очерк развития солдатской школы» (1909 р.)
- «О производстве ротных учений — практические советы для скорого систематического обучения роты» (1910 р.)

та інші.
Окремі твори Бутовського перекладено іноземними мовами — французькою, німецькою, болгарською та румунською. Помер Микола Дмитрович 25 лютого 1917 в Петрограді, похований на Новодівичому цвинтарі.